# أفعى نيكولسكي
```
أسماء شائعة أخرى 
 : أفعى نيكولسكي ، أفعى سهوب الغابات. 
[
1
]
```

أفعى نيكولسكي (الإسم العلمي : Vipera nikolskii) هو نوع من أنواع الأفاعي السامة المتوطنة في أوكرانيا وشرق رومانيا وجنوب غرب روسيا.   لا يوجد سلالات فرعية حاليا التي تم تعريفها.

## علم أصول الكلمات
الاسم المحدد ، نيكولسكي ، هو تكريما لعالم الزواحف الروسي ألكسندر ميخائيلوفيتش نيكولسكي . 

## الوصف
الأفراد البالغة من هذه الأفاعي (الإسم العلمي : V. nikolskii) يكون جسمها قصير وسميك ، وتنمو إلى طول أقصاه (يشمل ذلك الذيل) يبلغ حوالي 680 مليمتر (27 بوصة) . 
نموذج نوعي : ZDKU 14704 ، وفقًا لـ غولاي (1993). 

## النطاق الجغرافي
تتواجد أفاعي نيكولسكي (الإسم العلمي : Vipera nikolskii) في وسط أوكرانيا وجنوب غرب روسيا .   مالو (2003) ذكر أن نطاق وتوزيع تواجد هذا النوع من الأفاعي يتركز في منطقة سهوب الغابات في منطقة خاركيف في أوكرانيا. 
تواجد العينة النمطية ، وفقًا لـ غولاي (1993) ، هو ضفاف نهر أودا ، بين بيزليوديفكا وفاسيشتشيفي
، بالقرب من خاركيف. 
أيضًا ، تم العثور مؤخرًا على أفاعي نيكولسكي (الإسم العلمي : Vipera nikolskii) في الجزء الشرقي والجنوبي من رومانيا و بيسارابيا (جمهورية مولدوفا ) بواسطة زيننكو (2010) و ستروغاريو و زامفيريسكو (2008).

## روابط خارجية
- Vipera nikolskii at the Reptarium.cz Reptile Database. Accessed 21 September 2019.